# یلو استون (کشتی بخار)
یلو استون (کشتی بخار) (به انگلیسی: Yellowstone (steamboat)) یک کشتی بود که طول آن ۱۲۰ فوت (۳۷ متر) بود.